# نير (آلة)

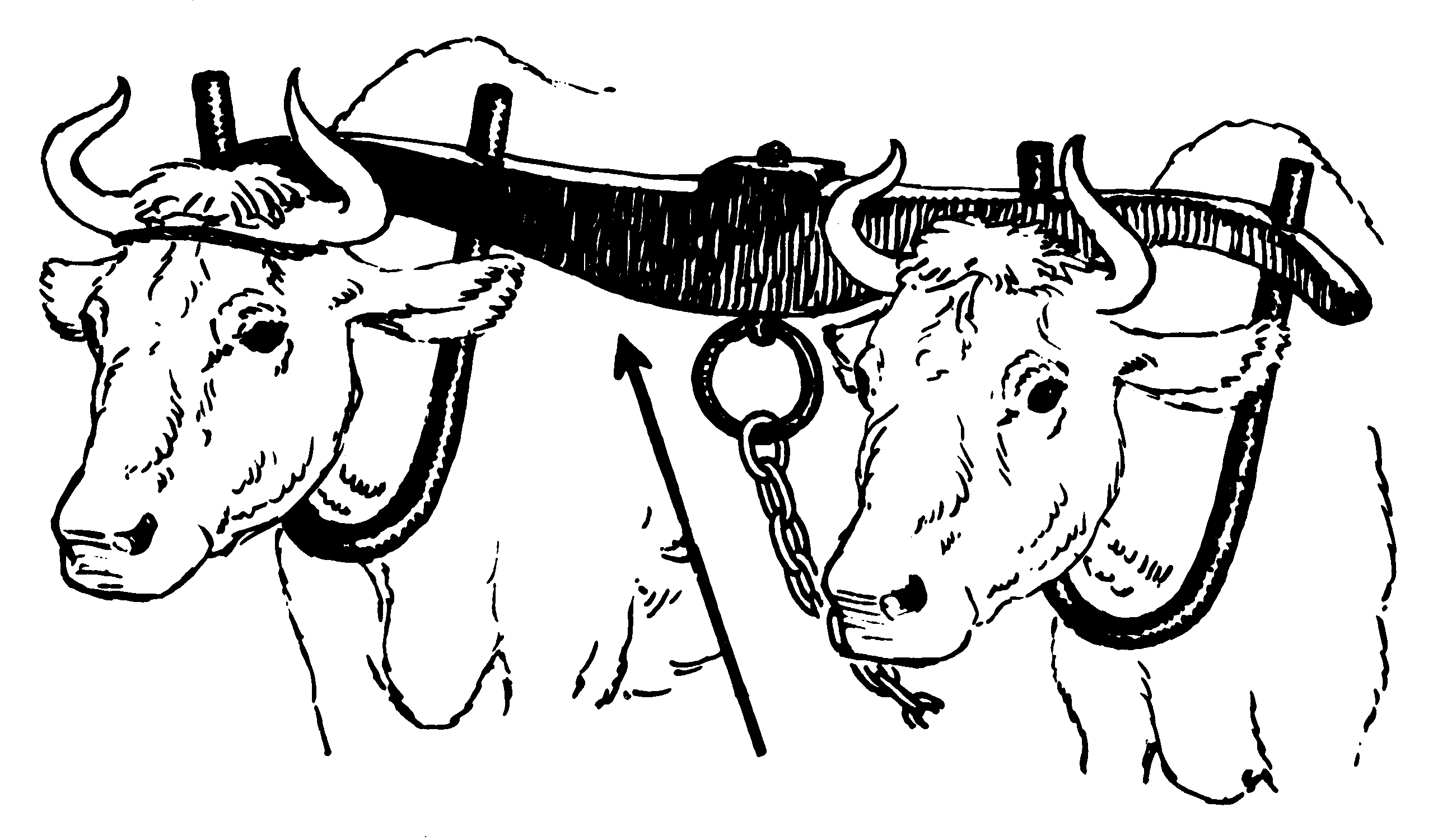
النير

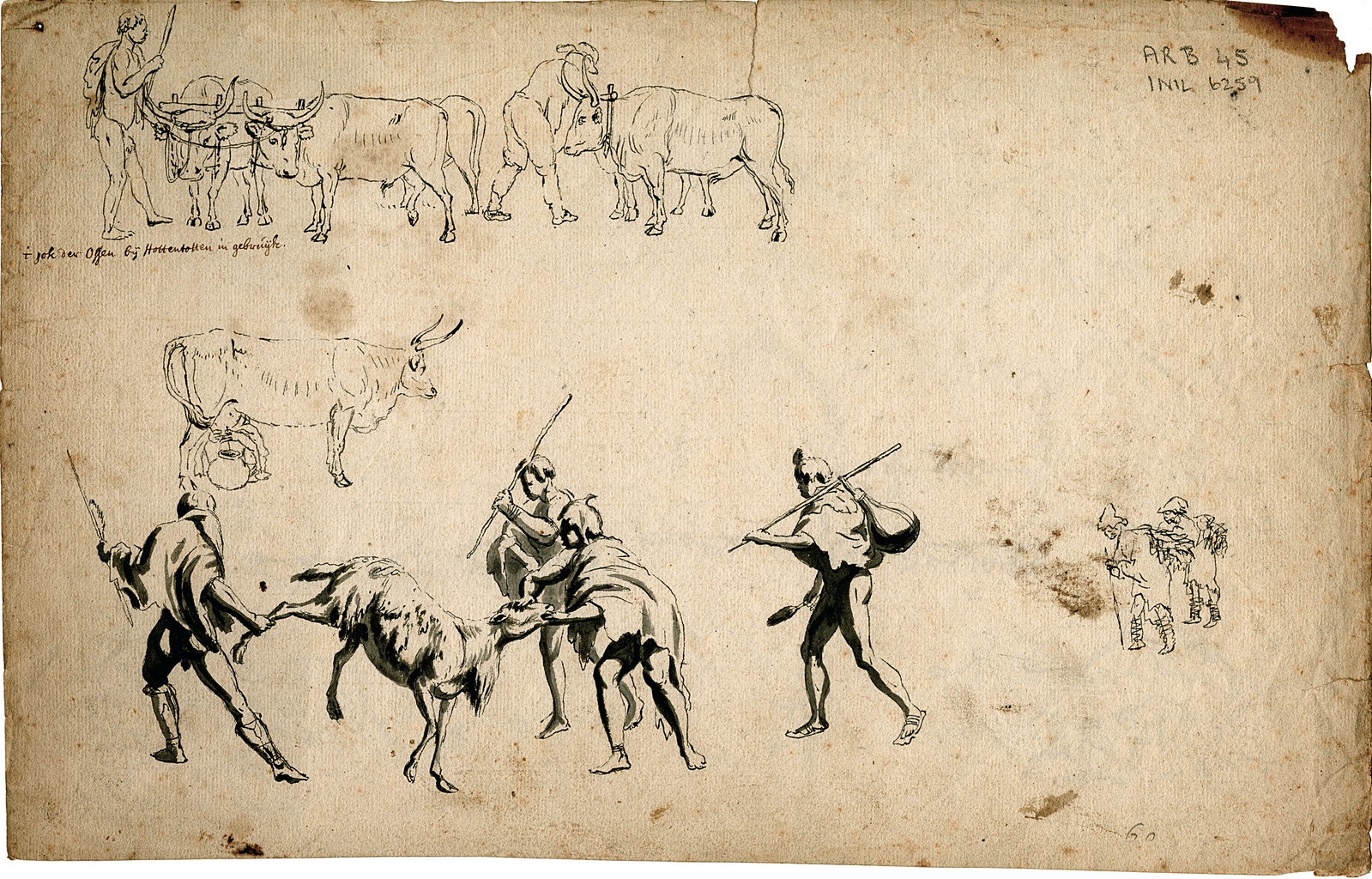
نير الحراثة او الفدان.

النِّير (الجمع: أَنْيَار) الفَدَّان أو المِقْرَن أو الأرْعوَّة هي آلة محراثية عبارة عن خشبة معترضة توضع في عنقي ثورين لجمعهما معاً لجر المحراث أو غيره. الجمع نيران وأنيَّار.
وضرب به المثل في تحرر الشعوب من الاستعمار، لتقييده لها وعدم تركه مجالا لحرية الشعوب بالتصرف أو المشاركة، فقيل: تحرر الشعوب من نير الاستعمار.

## الأوصاف
النير يتكون من قطعة خشبية سميكة قطرها حوالي 15 سم وطولها مايقارب المتر ونصف المتر، في طرفيها ثقبان يثبت فيهما عودان غليظان بسمك 4-5 سم لغرض تثبيت النير في رقبة الدابتين، ويحيطا بالرقبة من الأعلى، ويستندا فوق كتفي الدابة على مخدة من الجلد والخيش ومحشوة بالقش، وبها تجر الدابتان المحراث.